# Mauro Galligani
Mauro Galligani (Sinalunga, 3 dicembre 1940) è un fotoreporter italiano.

## Biografia
Mauro Galligani nasce a Farnetella, comune di Sinalunga (SI). Trasferitosi a Roma, frequenta la Scuola di Cinematografia, attraverso la quale diviene direttore della fotografia. Alunno brillante, profondamente influenzato dal cinema neorealista, viene prontamente reclutato come fotoreporter dal quotidiano Il Giorno, a partire dal 1964.
Dal 1971 passa alla Mondadori. Dal 1975 al 1997 lavora per Epoca, non solo come fotografo, ma anche come picture editor. È qui che vive il periodo d'oro del fotogiornalismo, coprendo per la testata avvenimenti di cronaca internazionale. Dopo la chiusura della testata, il 25 gennaio del 1997, Galligani continua a svolgere la propria attività come freelance.